# Список памятников Пензы

Список памятников Пензы — список памятников, бюстов, памятных знаков, мемориалов, стел, малых скульптурных и архитектурных форм, композиций и моделей, установленных в пределах современных административных границ города Пензы Пензенской области, и существующих в настоящее время.

## Памятники основателям города
| Фото                                                   | Название                                               | Год установки | Авторы                                             | Местоположение                                                                                                 |
| ------------------------------------------------------ | ------------------------------------------------------ | ------------- | -------------------------------------------------- | --- |
| Скульптурная композиция «Первопоселенец»               | Скульптурная композиция «Первопоселенец»               | 1980          | Скульптор В. Г. Козенюк. Архитектор Ю. В. Комаров. | В центре смотровой площадки, примыкающей к зданию Музея одной картины имени Г. В. Мясникова (улица Кирова, 11) |
| Звонница с мортирой на месте крепостной башни          | Звонница с мортирой на месте крепостной башни          |               |                                                    | Улица Кирова (напротив памятника «Первопоселенец»)                                                             |
| Металлическая композиция, посвящённая основанию города | Металлическая композиция, посвящённая основанию города |               |                                                    | Улица Пушкина, 2                                                                                               |

## Памятники выдающимся деятелям культуры и науки XIX—XX веков
| Фото                                             | Название                                                       | Год установки | Авторы                                               | Местоположение |
| ------------------------------------------------ | -------------------------------------------------------------- | ------------- | ---------------------------------------------------- | --- |
| Памятник Денису Давыдову                         | Бюст героя Отечественной войны 1812 года, поэта Д. В. Давыдова | 1984          | Скульптор В. Г. Курдов                               | Улица Московская, сквер Дениса Давыдова (до 2002 года располагался на перекрёстке улиц Кирова и Либерсона)                                                                                      |
| Бюст А. С. Пушкина                               | Бюст А. С. Пушкина                                             | 1950          | По модели скульптора В. Н. Домогацкого               | Сквер Пушкина |
| Бюст Н. В. Гоголя                                | Бюст Н. В. Гоголя                                              | 2013          | Скульптор В. А. Трулов                               | Улица Советская, 5. Внутренний двор Губернаторского дома |
| Бюст М. Ю. Лермонтова, 1892                      | Бюст М. Ю. Лермонтова                                          | 1892          | Скульптор И. Я. Гинцбург                             | Сквер Лермонтова |
| Памятник М. Ю. Лермонтову                        | Памятник М. Ю. Лермонтову                                      | 1978          | Скульптор В. Г. Стамов. Архитектор В. В. Попов.      | Начало улицы Кирова |
| Памятник В. Г. Белинскому на Театральном проезде | Памятник В. Г. Белинскому                                      | 1954          | Скульптор Е. В. Вучетич. Архитектор Л. М. Поляков.   | Сквер Белинского. Театральная площадь, напротив здания Пензенского драматического театра |
| Скульптура «Юный Белинский»                      | Скульптура «Юный Белинский»                                    | 1994          | Скульптор Н. А. Матвеев                              | Перед центральным входом в здание главного корпуса Педагогического института имени В. Г. Белинского Пензенского государственного университета (улица Лермонтова, 37)                            |
| Бюст В. Г. Белинского                            | Бюст В. Г. Белинского                                          | 1948          | Скульптор Е. А. Кочуашвили                           | Главный вход в Центральный парк культуры и отдыха имени В. Г. Белинского (со стороны улицы Лермонтова)                                                                                          |
| Бюст В. Г. Белинского                            | Бюст В. Г. Белинского                                          | 1981          | Скульптор Н. А. Теплов                               | Сквер на улице Белинского, напротив здания гимназии, в которой учился В. Г. Белинский (ныне — Литературный музей)                                                                               |
| Памятник Л. А. Загоскину                         | Памятник Л. А. Загоскину                                       | 2018          | Скульптор — И. В. Порватов, архитектор — А. Ю. Белов | Улица Куйбышева, 45. Внутренняя территория Музея народного творчества (напротив здания музея)                                                                                                   |
| Памятник историку В. О. Ключевскому              | Памятник историку В. О. Ключевскому                            | 2008          | Скульптор В. Ю. Кузнецов                             | Улица Плеханова |
| Памятник живописцу К. А. Савицкому               | Памятник живописцу К. А. Савицкому                             | 2011          | Скульптор Е. Б. Преображенская                       | Улица Советская, 5. Внутренний двор Губернаторского дома |
| Памятник режиссёру В. Э. Мейерхольду             | Памятник режиссёру В. Э. Мейерхольду                           | 1999          | Скульптор Ю. Е. Ткаченко                             | Внутренний двор Центра театрального искусства «Дом Мейерхольда», перед пешеходным тротуаром (улица Володарского, 59) (до 2014 года находился также во внутреннем дворе, но позади здания музея) |
| Бюст Максима Горького                            | Бюст Максима Горького                                          | 1978          |                                                      | улица Кирова |

## Памятники врачам и деятелям здравоохранения
| Фото                                                         | Название                                                     | Год установки | Авторы                                           | Местоположение |
| ------------------------------------------------------------ | ------------------------------------------------------------ | ------------- | ------------------------------------------------ | --- |
| Бюст врача-терапевта Г. А. Захарьина                         | Бюст врача-терапевта Г. А. Захарьина                         | 1988          |                                                  | Перед главным корпусом Городской клинической больницы скорой медицинской помощи имени Г. А. Захарьина (улица Стасова, 7) |
| Бюст врача-педиатра Н. Ф. Филатова                           | Бюст врача-педиатра Н. Ф. Филатова                           | 1989          | Скульптор В. Г. Курдов                           | Улица Бекешская, 43. Перед зданием Пензенской областной детской клинической больницы имени Н. Ф. Филатова.               |
| Памятник первому наркому здравоохранения РСФСР Н. А. Семашко | Памятник первому наркому здравоохранения РСФСР Н. А. Семашко | 1989          | Скульптор В. К. Цой, архитектор С. В. Барышников | улица Красная |
| Бюст академика Н. Н. Бурденко                                | Бюст академика Н. Н. Бурденко                                | 1958          | Скульптор А. А. Фомин                            | Перед корпусом Пензенской областной клинической больницы имени Н. Н. Бурденко (улица Лермонтова)                         |

## Памятники военным деятелям XIX века — 1930-х годов
| Фото                                                                 | Название                                                 | Год установки                                      | Авторы                  | Местоположение |
| -------------------------------------------------------------------- | -------------------------------------------------------- | -------------------------------------------------- | ----------------------- | --- |
| Внешние изображения Просмотр                                         | Бюст генерала Н. П. Слепцова                             | 201] (в том же году перенесён внутрь здания школы) | Скульптор В. А. Трулов  | Улица Российская, 53. Территория кадетской школы № 46 (Пензенского казачьего генерала Слепцова кадетского корпуса) |
| Бюст М. В. Фрунзе                                                    | Бюст М. В. Фрунзе                                        | 1981 (в 20?? перенесен[откуда?] на нынешнее место) | Скульптор А. Ф. Седенко | Улица Ленина, 3. Внутренняя территория ООО «Завод имени Фрунзе» (ЗИФ)                                              |
| Бюст Героя Советского Союза, пограничника Алексея Ефимовича Махалина | Бюст Героя Советского Союза, пограничника А. Е. Махалина | 1963                                               | Скульптор А. А. Фомин   | Улица Калинина. Сквер перед средней общеобразовательной школой № 25                                                |
| Внешние изображения                                                  |                                                          |                                                    |                         | |
|                                                                      | Просмотр                                                 |                                                    |                         | |

## Памятники участникам Великой Отечественной войны
| Фото | Название | Год установки | Авторы                                                                               | Местоположение |
| --- | --- | ------------- | ------------------------------------------------------------------------------------ | --- |
| Монумент воинской и трудовой Славы | Монумент воинской и трудовой Славы. 9 мая 1975 года у памятника был зажжён Вечный огонь.                               | 1975          | Скульпторы В. Г. Козенюк, Н. А. Теплов. Г. Д. Ястребенецкий. Архитектор В. А. Сохин. | Площадь Победы |
| Проводы | Памятник «Проводы» | 1989          | Скульптор В. Г. Курдов                                                               | Сквер у перекрёстка улиц Тамбовской и Куйбышева |
| Памятный знак «Здесь формировались воинские части направляющиеся на фронт»                                                                   | Памятный знак «Здесь формировались воинские части направляющиеся на фронт»                                             | 1975          |                                                                                      | Трасса Пенза — Чемодановка (на границе Железнодорожного района г. Пензы и Чемодановского сельсовета Бессоновского района Пензенской области)                 |
| Декоративное сооружение «Три гвоздики» | Декоративное сооружение «Три гвоздики» (открыто в год 35-летия Победы)                                                 | 1980          |                                                                                      | Улица Карпинского, сквер «Три гвоздики» |
| Памятный знак «Орден Победы» | Памятный знак «Орден Победы»                                                                                           | 1985          |                                                                                      | Проспект Победы |
| Стела «Рабочим фабрики „Маяк революции“, не вернувшимся с полей битв 1941—1945 г.г.»                                                         | Стела «Рабочим фабрики „Маяк революции“, не вернувшимся с полей битв 1941—1945 г.г.»                                   |               |                                                                                      | Улица Бумажников. Неподалёку от здания Пензенского ТЮЗа (улица Тарханова, 11 А)                                                                              |
| Стела «Их нет, но они с нами», посвящённая работникам завода Дезхимоборудования (ДХО) погибшим в годы войны                                  | Стела «Их нет, но они с нами», посвящённая работникам завода Дезхимоборудования (ДХО) погибшим в годы войны            |               |                                                                                      | Территория между зданиями № 90 и № 92 по ул. Суворова |
| Стела «Бессмертен подвиг советского народа» у Локомотивного депо станции Пенза III                                                           | Стела «Бессмертен подвиг советского народа»                                                                            |               |                                                                                      | Рядом с центральным въездом в Локомотивное депо станции Пенза III, напротив здания по ул. Тухачевского, 94                                                   |
| Памятный знак авиаторам военного аэродрома «Терновка», действовавшего на территории Пензенского аэропорта в годы Великой Отечественной войны | Памятный знак авиаторам военного аэродрома «Терновка», действовавшего на территории Пензенского аэропорта в годы войны | 2001          |                                                                                      | Улица Центральная, 2. Неподалёку от центрального входа в здание Пензенского аэропорта.                                                                       |
| Бюст лётчика-истребителя В. Д. Гуляева | Бюст лётчика-истребителя В. Д. Гуляева                                                                                 | 1968          | Скульптор В. Г. Курдов                                                               | Улица Луговая, 1 а. Территория средней общеобразовательной школы № 26                                                                                        |
| Бюст Героя Советского Союза, лётчика Е. Д. Басулина                                                                                          | Бюст Героя Советского Союза, лётчика Е. Д. Басулина                                                                    | 1967          |                                                                                      | Проспект Строителей, 7. Площадка перед центральным входом в здание Отделения машиностроения и промышленных технологий Пензенского многопрофильного колледжа. |

## Памятники погибшим в локальных конфликтах (Афганистан, Северный Кавказ России)
| Фото | Название | Год установки | Авторы              | Местоположение                                                              |
| --- | --- | ------------- | ------------------- | --------------------------------------------------------------------------- |
| Мемориальный комплекс «Разорванная звезда»                                                                                               | Мемориальный комплекс «Разорванная звезда» (посвящён пензенцам, погибшим в ходе боевых действий в Афганистане в 1979—1989 годах)                                |               |                     | Проспект Победы                                                             |
| Памятник воинам-пензенцам, погибшим в локальных войнах                                                                                   | Памятник воинам-пензенцам, погибшим в локальных войнах |               |                     | Проспект Победы. На территории мемориального комплекса «Разорванная звезда» |
| Мемориальный комплекс памяти пензенцев, погибших в ходе боевых действий в Афганистане в 1979—1989 годах                                  | Мемориальный комплекс памяти пензенцев, погибших в ходе боевых действий в Афганистане в 1979—1989 годах. 31 июля 2010 года у памятника был зажжён Вечный огонь. | 2010          | Скульптор А. И. Бем | Сквер на улице Максима Горького                                             |
| Мемориальный комплекс памяти пензенцев, погибших при исполнении воинского и служебного долга на Северном Кавказе в 1990-х — 2010-х годах | Мемориальный комплекс памяти пензенцев, погибших при исполнении воинского и служебного долга на Северном Кавказе в 1990-х — 2010-х годах                        | 2014          | Скульптор А. И. Бем | Сквер на улице Максима Горького                                             |

## Памятники сотрудникам органов внутренних дел, органов безопасности, пограничникам
| Фото | Название                                                                      | Год установки                                      | Авторы                                                        | Местоположение |
| --- | ----------------------------------------------------------------------------- | -------------------------------------------------- | ------------------------------------------------------------- | --- |
| Памятник пензенским милиционерам                                                                         | Памятник пензенским милиционерам (Памятник участковому)                       | 2007                                               | Скульптор — Александр Хачатурян, архитектор — Дмитрий Димаков | Улица Некрасова, в районе расположения зданий пензенского ОМОНа, ГИБДД и строящегося здания регионального Управления МВД РФ.                 |
| Бюст Герою России, майору внутренней службы А. А. Сергееву                                               | Бюст Героя России, майора внутренней службы А. А. Сергеева                    | 2001 (в 2014 перенесен[откуда?] на нынешнее место) | Скульптор А. С. Кныш                                          | Автоматный переулок, 5. Территория Управления ФСИН России по Пензенской области (на ведомственной территории; свободный доступ отсутствует). |
| Памятник Ф. Э. Дзержинскому                                                                              | Памятник Ф. Э. Дзержинскому                                                   | 1983                                               | Скульптор Н. А. Теплов                                        | Улица Октябрьская, 2 |
| Памятник первому председателю Пензенской ГубЧеКа в 1918—1921 гг. Рудольфу Ивановичу Аустрину (1891—1937) | Памятник первому председателю Пензенской ГубЧК в 1918—1921 гг. Р. И. Аустрину | 19??                                               |                                                               | Улица Аустрина |
| Памятный знак «Слава пензенским пограничникам!»                                                          | Памятный знак «Слава пензенским пограничникам!»                               | 2016                                               |                                                               | Площадка на территории сквера между строениями по улице Октябрьской, 2 и 4                                                                   |

## Памятники государственным деятелям
| Фото | Название               | Год установки                       | Авторы | Местоположение |
| ---- | ---------------------- | ----------------------------------- | ------ | --- |
|      | Бюст И. В. Сталина     | 2011, с 2015 — на современном месте |        | улица Кирова, 24Б, у входа в здание Пензенского обкома КПРФ (ранее — на улице Дарвина, у предыдущего здания Пензенского обкома) |
|      | Бюст И. В. Сталина № 2 | 2020                                |        | улица Кирпичная, на территории офиса филиала Московского механического завода специального оборудования                         |

## Памятники энергетикам и ликвидаторам последствий аварии на Чернобыльской АЭС
| Фото                                                                   | Название | Год установки | Авторы | Местоположение                                                         |
| ---------------------------------------------------------------------- | --- | ------------- | ------ | ---------------------------------------------------------------------- |
| Мемориальный комплекс «Энергетика»                                     | Мемориальный комплекс «Энергетика» (открыт в год 40-летия Победы в Великой Отечественной войне и посвящён создателям Пензенской ТЭЦ-1, введённой в эксплуатацию в апреле 1943 года) | 1985          |        | Перекрёсток улиц Саранской и Новочеркасской. Рядом с Пензенской ТЭЦ-1. |
| Памятник участникам ликвидации последствий аварии на Чернобыльской АЭС | Памятник участникам ликвидации последствий аварии на Чернобыльской АЭС |               |        | Сквер Героев-чернобыльцев (улица 8 Марта, 27 а).                       |

## Памятники космонавтам и спортсменам
| Фото                                                            | Название                                                         | Год установки | Авторы                                               | Местоположение                                                                  |
| --------------------------------------------------------------- | ---------------------------------------------------------------- | ------------- | ---------------------------------------------------- | ------------------------------------------------------------------------------- |
| Памятник хоккеисту Ю. И. Моисееву                               | Памятник хоккеисту Ю. И. Моисееву                                | 2006          | Скульптор А. С. Хачатурян. Архитектор Д. Н. Димаков. | Перед центральным входом в спортивный комплекс «Рубин» (улица Революционная, 9) |
| Памятник героям космоса (стела лётчику-космонавту В. И. Пацаеву | Памятник героям космоса (стела лётчику-космонавту В. И. Пацаеву) | 1975          | Скульптор Н. А. Матвеев                              | Перед центральным входом в здание гимназии «САН» (улица Рахманинова, 21 а)      |

## Памятные знаки и стелы военной и гражданской техники
| Фото                                                                                              | Название                                                                                          | Год установки | Авторы | Местоположение |
| ------------------------------------------------------------------------------------------------- | ------------------------------------------------------------------------------------------------- | ------------- | ------ | --- |
| 122-мм гаубица образца 1910—1930 гг.                                                              | Две 122-мм гаубицы образца 1910—1930 гг.                                                          |               |        | Улица Красная, 73. Справа и слева от центрального входа в здание Пензенского государственного краеведческого музея.                                              |
| Пассажирский паровоз Су 213 — 89                                                                  | Пассажирский паровоз Су 213 — 89                                                                  | 1985          |        | Улица Луначарского, рядом с Пензенским автовокзалом и железнодорожным вокзалом Пенза I                                                                           |
| 122 мм гаубица М-30 образца 1938 года                                                             | 122 мм гаубица М-30 образца 1938 года                                                             | 1981          |        | Улица Карла Маркса. Позади здания Пензенского государственного краеведческого музея.                                                                             |
| Танк Т-34 из колонны «Пензенский комсомолец»                                                      | Танк Т-34 из колонны «Пензенский комсомолец»                                                      | 1981          |        | Улица Карла Маркса. Позади здания Пензенского государственного краеведческого музея.                                                                             |
| Реактивный миномёт «Катюша»                                                                       | Реактивный миномёт «Катюша»                                                                       | 1982          |        | Улица Баумана |
| Реактивный миномёт «Катюша»                                                                       | Мемориал «ЗИФ — фронту» (гаубица и стела)                                                         | 1984          |        | Улица Ленина |
| Автомобиль фронтовых дорог и ветеран послевоенных пятилеток (1944—1975)                           | Автомобиль фронтовых дорог и ветеран послевоенных пятилеток (1944—1975) УРАЛ-ЗИС-5М               | 2010          |        | Улица Измайлова |
| Самоходно-артиллерийская установка СУ-100                                                         | Самоходно-артиллерийская установка СУ-100                                                         | 2008          |        | Парк Победы |
| Фрагмент лонжерона крыла истребителя И-16                                                         | Фрагмент лонжерона крыла истребителя И-16                                                         |               |        | Улица Центральная, 2. Неподалёку от центрального входа в здание Пензенского аэропорта.                                                                           |
| Истребитель-перехватчик Су-9                                                                      | Истребитель-перехватчик Су-9                                                                      | 1981          |        | Проспект Победы |
| Мотоцикл «Днепр» с боковой коляской, использовавшийся сотрудниками ГАИ во второй половине XX века | Мотоцикл «Днепр» с боковой коляской, использовавшийся сотрудниками ГАИ во второй половине XX века | 2012          |        | Улица Бакунина, 181. Перед входом в здание Управления ГИБДД Управления МВД РФ по Пензенской области (на ведомственной территории; свободный доступ отсутствует). |
| Дорожный каток для укладки асфальта                                                               | Дорожный каток для укладки асфальта                                                               |               |        | Улица Саранская. У въезда на территорию Муниципального дорожно-эксплуатационного предприятия Железнодорожного района г. Пензы. Напротив ТЭЦ-1.                   |

## Скульптуры и объекты, посвящённые любви и семейным ценностям
| Фото                             | Название                              | Год установки | Авторы                          | Местоположение                                          |
| -------------------------------- | ------------------------------------- | --- | ------------------------------- | ------------------------------------------------------- |
| Скульптурная композиция «Семья»  | Скульптурная композиция «Семья»       | 19?? |                                 | Сквер между улицами Володарского и Гладкова             |
| Таганаит — камень солнца и любви | Таганаит — камень солнца и любви      | 2006 (в 2020 демонтирован в связи реконструкцией сквера; планируется перенос ко Дворцу бракосочетания на ул. Минской, 1) |                                 | Сквер на улице Славы                                    |
|                                  | Памятник «Петру и Февронии Муромским» | 2020 | Скульптор Константин Чернявский | Соборная площадь, у стен Спасского кафедрального собора |

## Малые скульптурные и архитектурные формы, композиции, модели (XX—XXI вв.)
| Фото                                                                  | Название                                                                   | Год установки                  | Авторы                                                           | Местоположение                                                                           |
| --------------------------------------------------------------------- | -------------------------------------------------------------------------- | ------------------------------ | ---------------------------------------------------------------- | ---------------------------------------------------------------------------------------- |
| Пугачёвский камень                                                    | Пугачёвский камень                                                         | 1982                           | Скульпторы Э. С. Иодынис, Л. Н. Скоробогатова                    | Сквер у перекрёстка улиц Московской и Карла Маркса                                       |
| Тамбовская застава                                                    | Тамбовская застава                                                         | 1972                           |                                                                  | Улица Тамбовская                                                                         |
| Московская застава                                                    | Московская застава                                                         | 1981                           |                                                                  | У перекрестка улиц Каракозова, Огородной и Пролетарской                                  |
| Памятный знак «Росток»                                                | Памятный знак «Росток»                                                     | 1967                           | художник А. А. Оя, скульптор А. А. Фомин, архитектор Л. Д. Иофан | Перед набережной реки Суры, улица Урицкого                                               |
| Стела «Слава Героям»                                                  | Стела «Слава Героям»                                                       | 1967 (реконструирована в 2011) | художник А. А. Оя, скульптор А. А. Фомин, архитектор Л. Д. Иофан | Перед набережной реки Суры, улица Урицкого                                               |
| Глобус                                                                | Монумент «Глобус»                                                          | 1972                           | ВНИИПТХИММАШ (г. Пенза)                                          | Площадь Дружбы                                                                           |
| Модель башенных часов «Кукушка»                                       | Модель башенных часов «Кукушка»                                            | 1974                           | Сердобский часовой завод                                         | Улица Московская, рядом с Фонтанной площадью                                             |
| Ласточка                                                              | Ласточка                                                                   | 19??                           |                                                                  | Улица Бакунина, 50 б                                                                     |
| Голубь мира                                                           | Голубь мира                                                                | 19??                           |                                                                  | Улица Мира, 15 а                                                                         |
| Скульптура «Покаяние»                                                 | Скульптура «Покаяние», посвящённая жертвам политических репрессий          | 1993                           | Скульптор Б. В. Качеровский                                      | Улица Московская, 86                                                                     |
| Светофорное дерево                                                    | Декоративное сооружение «Светофорное дерево» (композиция из 36 светофоров) | 2011                           |                                                                  | Сквер между улицами Октябрьской и Суворова, недалеко от железнодорожного вокзала Пенза I |
| Дама с собачкой                                                       | Дама с собачкой                                                            | 2008                           | Скульптор В. Ю. Кузнецов                                         | Улица Володарского, 9                                                                    |
| Скульптурная композиция "Шкатулка «Русские народные пословицы»        | Скульптурная композиция "Шкатулка «Русские народные пословицы»             | 2010                           | Скульптор В. Ю. Кузнецов                                         | Сквер между улицами Московской и Володарского                                            |
| Памятник ювелиру                                                      | Памятник ювелиру                                                           | 2013                           | Скульптор В. Ю. Кузнецов, Герман Феоктистов                      | Улица Московская, 82                                                                     |
| Памятник ювелиру                                                      | Памятник токарю                                                            | 2016                           | Скульптор А. С. Хачатурян                                        | Улица Германа Титова. Территория сквера                                                  |
| Скульптурная композиция «Античные мотивы», посвящённая Древней Греции | Скульптурная композиция «Античные мотивы», посвящённая Древней Греции      | 2013                           | Скульптор В. А. Трулов                                           | Улица Советская, 5. Внутренний двор Губернаторского дома                                 |
| Скульптурная композиция «Античные мотивы», посвящённая Древней Греции | Скульптурная композиция «Античные мотивы», посвящённая Древней Греции      | 2013                           | Скульптор В. А. Трулов                                           | Улица Советская, 5. Внутренний двор Губернаторского дома                                 |
|                                                                       | Памятник «Пензяк толстопятый», по мотивам исторического анекдота           | 2018                           | Скульптор В. Ю. Кузнецов, Герман Феоктистов                      | Сквер «Копилка пословиц», примыкающий к улице Московской напротив площади Ленина         |

## Памятники иностранным гражданам
| Фото                                                                   | Название                                                                                               | Год установки | Авторы                                           | Местоположение                                                                 |
| ---------------------------------------------------------------------- | --- | --- | ------------------------------------------------ | ------------------------------------------------------------------------------ |
| Памятник Карлу Марксу                                                  | Памятник Карлу Марксу                                                                                  | 1960 (в 2011 демонтирован в связи с началом работ по восстановлению Спасского кафедрального собора; в 2014 перенесен на нынешнее место) | Скульптор С. С. Алешин, архитектор Г. А. Захаров | Перекрёсток улиц Богданова и Лермонтова (ранее находился на Советской площади) |
| Памятный знак "Чехословацким легионерам, павшим на пути к своей Родине | Памятный знак-кенотаф «Чехословацким легионерам, павшим на пути к своей Родине. Пенза. 21.3—30.5.1918» | 2015 |                                                  | Улица Локомотивная, 1. Железнодорожная станция Пенза III.                      |